# Damyean Dotson
Pour les articles homonymes, voir Dotson.
Damyean Da'Kethe Dotson né le 6 mai 1994 à Houston dans le Texas, est un joueur américain de basket-ball évoluant aux postes d'arrière et d'ailier. Il mesure 1,94 m.

## Biographie
Lors de la draft 2017 de la NBA, il est choisi en 44e position par les Knicks de New York.
En novembre 2020, il signe pour deux ans et quatre millions de dollars avec les Cavaliers de Cleveland. Il est licencié en septembre 2021.
Le 20 décembre 2021, il est de retour aux Knicks de New York via un contrat de 10 jours.

## Records sur une rencontre en NBA
Les records personnels de Damyean Dotson en NBA sont les suivants, :
| Type de statistique        | Saison régulière | Saison régulière        | Saison régulière |
| Type de statistique        | Record           | Adversaire              | Date             |
| -------------------------- | ---------------- | ----------------------- | ---------------- |
| Points                     | 30               | Heat de Miami           | 6 avril 2018     |
| Paniers marqués            | 12               | Heat de Miami           | 6 avril 2018     |
| Paniers tentés             | 21               | Heat de Miami           | 6 avril 2018     |
| Paniers à 3 points réussis | 8                | Spurs de San Antonio    | 24 février 2019  |
| Paniers à 3 points tentés  | 13               | Spurs de San Antonio    | 24 février 2019  |
| Lancers francs réussis     | 4                | 3 fois                  | 3 fois           |
| Lancers francs tentés      | 5                | 4 fois                  | 4 fois           |
| Rebonds offensifs          | 5                | Wizards de Washington   | 3 décembre 2018  |
| Rebonds défensifs          | 10               | 2 fois                  | 2 fois           |
| Rebonds totaux             | 11               | Heat de Miami           | 6 avril 2018     |
| Passes décisives           | 6                | 3 fois                  | 3 fois           |
| Interceptions              | 4                | @ Lakers de Los Angeles | 4 janvier 2019   |
| Contres                    | 1                | 16 fois                 | 16 fois          |
| Balles perdues             | 4                | 2 fois                  | 2 fois           |
| Minutes jouées             | 44               | Clippers de Los Angeles | 24 mars 2019     |

- Double-double : 3
- Triple-double : 0

Dernière mise à jour : 14 novembre 2020